# Campeonato Mineiro de Futebol de 2021 - Módulo I
O Campeonato Mineiro de Futebol de 2021 - Módulo I, oficialmente denominado como Campeonato Mineiro Sicoob 2021, foi a 107ª edição da principal divisão do futebol Mineiro. Organizado pela Federação Mineira de Futebol (FMF) e disputado por 12 clubes entre 27 de fevereiro e 23 de maio. A competição manteve o mesmo formato da edição anterior.

## Regulamento

### Primeira fase
O Módulo I foi disputado por doze clubes em turno único. Todos os times jogarão entre si uma única vez. Ao fim das onze rodadas, os quatro primeiros colocados avançam para a fase final com jogos eliminatórios, enquanto os dois últimos serão rebaixados para o Módulo II de 2022. Já os clubes terminados entre 5º e 8º lugar disputarão o Troféu Inconfidência.
Os quatro primeiro colocados também garantem vaga na Copa do Brasil 2022. Caso o Estado Minas Gerais tenha direito a uma quinta vaga, está será designada para o Campeão do Troféu Inconfidência 2021. Para a Série D do Campeonato Brasileiro de 2022, a FMF indicará à CBF os clubes melhores colocados no Campeonato, excluídos os que já integram a Série A, Série B ou Série C, do Campeonato Brasileiro em 2022.

#### Critérios de desempate
Caso houver empate de pontos entre dois clubes, os critérios de desempate serão aplicados na seguinte ordem:
1. Número de vitórias
2. Saldo de gols
3. Gols marcados
4. Confronto direto
5. Número de cartões vermelhos
6. Número de cartões amarelos
7. Sorteio público na sede da FMF

### Fase final
É disputada em formato eliminatório (conhecida como "mata-mata", com semifinais e final), com confrontos de ida e volta. O time de melhor campanha tem a vantagem de decidir se terá o mando de campo no primeiro ou segundo jogo de cada fase. O chaveamento é dado da seguinte forma: 1° melhor colocado x 4° melhor colocado e 2° melhor colocado x 3° melhor colocado.

#### Critérios de desempate
1. Saldo de gols
2. Melhor campanha na primeira fase

### Troféu Inconfidência e Recopa
Os clubes terminados de 5º a 8º lugares na primeira fase disputarão este torneio, que  será nos mesmos moldes da fase final do campeonato: semifinais e final com jogos eliminatórios de ida e volta. O chaveamento será 5º x 8º e 6º x 7º. O ganhador da final conquistará o Troféu Inconfidência e terá o direito de disputar a Recopa do Interior contra o  Campeão do interior, ou seja, o clube do interior do estado mais bem colocado ao fim do campeonato. Caso um dos times da capital (América, Atlético ou Cruzeiro) se sagrar Campeão do Troféu Inconfidência, a Recopa do Interior será disputada entre o Campeão do Interior e clube do interior mais bem colocado no Troféu Inconfidência.

## Direitos de transmissão
Em 2021, pela primeira vez, todos clubes da Elite terão todas suas partidas exibidas ao público. A Rede Globo, detentora dos direitos de transmissão do torneio, fará a seleção das partidas que serão exibidas na TV aberta ou na TV por assinatura, pelo canais SporTV e Premiere. Enquanto isso, os demais confrontos serão transmitidos, gratuitamente, através de um novo serviço de streaming da Federação chamado TV FMF.
Com portões fechados para o público por conta da pandemia de Covid-19, a maioria dos jogos do Campeonato Mineiro deste ano ficaria "no escuro", especialmente, para os torcedores dos times do interior do Estado. Todas as partidas que não tinha Atlético, Cruzeiro ou América em campo foram exibidas no canal da FMF, incluindo os três jogos do Troféu Inconfidência. A final URT x Pouso Alegre, vencida pelo time do Sul de Minas, bateu o recorde, com 16.820 visualizações. Ao todo, 53 mil pessoas fizeram o cadastro na plataforma, oferecida gratuitamente e bancada com recursos da federação.

## Participantes
| Equipe                             | Cidade           | Em 2020 | Estádio          | Capacidade | Títulos (último) |
| ---------------------------------- | ---------------- | ------- | ---------------- | ---------- | ---------------- |
| América Futebol Clube              | Belo Horizonte   | 3º      | Independência    | 23.019     | 16 (2016)        |
| Clube Atlético Mineiro             | Belo Horizonte   | 1º      | Mineirão         | 61.846     | 45 (2020)        |
| Athletic Club                      | São João del-Rei | 2º (II) | Joaquim Portugal | 3.500      | 0                |
| Boa Esporte Clube                  | Varginha         | 7º      | Melão            | 15.471     | 0                |
| Associação Atlética Caldense       | Poços de Caldas  | 4º      | Ronaldão         | 7.600      | 1 (2002)         |
| Coimbra Esporte Clube              | Contagem         | 10º     | Independência    | 23.019     | 0                |
| Cruzeiro Esporte Clube             | Belo Horizonte   | 6º      | Mineirão         | 61.846     | 38 (2019)        |
| Clube Atlético Patrocinense        | Patrocínio       | 8º      | Pedro Alves      | 10.250     | 0                |
| Pouso Alegre Futebol Clube         | Pouso Alegre     | 1º (II) | Manduzão         | 26.000     | 0                |
| Tombense Futebol Clube             | Tombos           | 2º      | Almeidão         | 3.050      | 0                |
| Uberlândia Esporte Clube           | Uberlândia       | 5º      | Parque do Sabiá  | 53.350     | 0                |
| União Recreativa dos Trabalhadores | Patos de Minas   | 9º      | Zama Maciel      | 4.858      | 0                |

## Estádios
| América Mineiro              | Athletic | Atlético Mineiro | Boa Esporte               |
| ---------------------------- | --- | --- | ------------------------- |
| Independência                | Joaquim Portugal | Mineirão | Melão                     |
| Capacidade: 23 019           | Capacidade: 3 050 | Capacidade: 61 846 | Capacidade: 15 071        |
|                              | | |                           |
| Caldense                     | Boa Esporte Caldense Coimbra Belo Horizonte Tombense Athletic Patrocinense Uberlândia Pouso Alegre URT Equipes de Belo Horizonte: América Atlético CruzeiroLocalização dos times no estado. | Boa Esporte Caldense Coimbra Belo Horizonte Tombense Athletic Patrocinense Uberlândia Pouso Alegre URT Equipes de Belo Horizonte: América Atlético CruzeiroLocalização dos times no estado. | Coimbra                   |
| Ronaldão                     | Boa Esporte Caldense Coimbra Belo Horizonte Tombense Athletic Patrocinense Uberlândia Pouso Alegre URT Equipes de Belo Horizonte: América Atlético CruzeiroLocalização dos times no estado. | Boa Esporte Caldense Coimbra Belo Horizonte Tombense Athletic Patrocinense Uberlândia Pouso Alegre URT Equipes de Belo Horizonte: América Atlético CruzeiroLocalização dos times no estado. | Independência             |
| Capacidade: 7 600            | Boa Esporte Caldense Coimbra Belo Horizonte Tombense Athletic Patrocinense Uberlândia Pouso Alegre URT Equipes de Belo Horizonte: América Atlético CruzeiroLocalização dos times no estado. | Boa Esporte Caldense Coimbra Belo Horizonte Tombense Athletic Patrocinense Uberlândia Pouso Alegre URT Equipes de Belo Horizonte: América Atlético CruzeiroLocalização dos times no estado. | Capacidade: 23 019        |
|                              | Boa Esporte Caldense Coimbra Belo Horizonte Tombense Athletic Patrocinense Uberlândia Pouso Alegre URT Equipes de Belo Horizonte: América Atlético CruzeiroLocalização dos times no estado. | Boa Esporte Caldense Coimbra Belo Horizonte Tombense Athletic Patrocinense Uberlândia Pouso Alegre URT Equipes de Belo Horizonte: América Atlético CruzeiroLocalização dos times no estado. |                           |
| Cruzeiro                     | Boa Esporte Caldense Coimbra Belo Horizonte Tombense Athletic Patrocinense Uberlândia Pouso Alegre URT Equipes de Belo Horizonte: América Atlético CruzeiroLocalização dos times no estado. | Boa Esporte Caldense Coimbra Belo Horizonte Tombense Athletic Patrocinense Uberlândia Pouso Alegre URT Equipes de Belo Horizonte: América Atlético CruzeiroLocalização dos times no estado. | Patrocinense              |
| Mineirão                     | Boa Esporte Caldense Coimbra Belo Horizonte Tombense Athletic Patrocinense Uberlândia Pouso Alegre URT Equipes de Belo Horizonte: América Atlético CruzeiroLocalização dos times no estado. | Boa Esporte Caldense Coimbra Belo Horizonte Tombense Athletic Patrocinense Uberlândia Pouso Alegre URT Equipes de Belo Horizonte: América Atlético CruzeiroLocalização dos times no estado. | Pedro Alves do Nascimento |
| Capacidade: 61 846           | Boa Esporte Caldense Coimbra Belo Horizonte Tombense Athletic Patrocinense Uberlândia Pouso Alegre URT Equipes de Belo Horizonte: América Atlético CruzeiroLocalização dos times no estado. | Boa Esporte Caldense Coimbra Belo Horizonte Tombense Athletic Patrocinense Uberlândia Pouso Alegre URT Equipes de Belo Horizonte: América Atlético CruzeiroLocalização dos times no estado. | Capacidade: 10 250        |
|                              | Boa Esporte Caldense Coimbra Belo Horizonte Tombense Athletic Patrocinense Uberlândia Pouso Alegre URT Equipes de Belo Horizonte: América Atlético CruzeiroLocalização dos times no estado. | Boa Esporte Caldense Coimbra Belo Horizonte Tombense Athletic Patrocinense Uberlândia Pouso Alegre URT Equipes de Belo Horizonte: América Atlético CruzeiroLocalização dos times no estado. |                           |
| Tombense                     | Pouso Alegre | Uberlândia | URT                       |
| Antônio Guimarães de Almeida | Manduzão | Parque do Sabiá | Zama Maciel               |
| Capacidade: 3 050            | Capacidade: 26 000 | Capacidade: 53 350 | Capacidade: 4 858         |
|                              | | |                           |

## Primeira fase
| Pos | Equipes          | Pts | J  | V | E | D | GP | GC | SG  | %  | DF      | Classificação ou rebaixamento       |
| --- | ---------------- | --- | -- | - | - | - | -- | -- | --- | -- | ------- | ----------------------------------- |
| 1   | Atlético Mineiro | 27  | 11 | 9 | 0 | 2 | 23 | 7  | +16 | 82 | Estável | Classificados à Fase Final          |
| 2   | América Mineiro  | 22  | 11 | 7 | 1 | 3 | 17 | 9  | +8  | 67 | Estável | Classificados à Fase Final          |
| 3   | Cruzeiro         | 20  | 11 | 6 | 2 | 3 | 12 | 4  | +8  | 61 | Estável | Classificados à Fase Final          |
| 4   | Tombense         | 20  | 11 | 5 | 5 | 1 | 16 | 9  | +7  | 61 | Estável | Classificados à Fase Final          |
| 5   | URT              | 16  | 11 | 5 | 1 | 5 | 8  | 16 | –8  | 48 | Estável | Classificados à Taça Inconfidência  |
| 6   | Pouso Alegre     | 15  | 11 | 4 | 3 | 4 | 13 | 10 | +3  | 45 | Estável | Classificados à Taça Inconfidência  |
| 7   | Caldense         | 15  | 11 | 4 | 3 | 4 | 10 | 12 | –2  | 45 | Estável | Classificados à Taça Inconfidência  |
| 8   | Athletic         | 13  | 11 | 4 | 1 | 6 | 9  | 10 | –1  | 39 | Estável | Classificados à Taça Inconfidência  |
| 9   | Uberlândia       | 12  | 11 | 3 | 3 | 5 | 13 | 19 | –6  | 36 | Estável |                                     |
| 10  | Patrocinense     | 10  | 11 | 2 | 4 | 5 | 7  | 15 | –8  | 30 | Estável |                                     |
| 11  | Boa Esporte      | 8   | 11 | 2 | 2 | 7 | 8  | 14 | –6  | 24 | Estável | Rebaixados para o Módulo II de 2022 |
| 12  | Coimbra          | 6   | 11 | 1 | 3 | 7 | 4  | 15 | –11 | 18 | Estável | Rebaixados para o Módulo II de 2022 |

### Confrontos
|              | AMM | ATH | ATM | BOA | CAL | COI | CRU | PAT | POU | TOM | UEC | URT |
| ------------ | --- | --- | --- | --- | --- | --- | --- | --- | --- | --- | --- | --- |
| América-MG   | —   |     |     | 1–0 | 0–1 | 2–0 | 1–0 | 1–1 |     |     |     |     |
| Athletic     | 0–1 | —   | 0–1 | 1–0 |     |     |     |     | 2–1 |     |     | 0–1 |
| Atlético-MG  | 3–1 |     | —   | 2–1 |     | 3–0 |     |     | 1–0 |     | 4–0 | 3–0 |
| Boa Esporte  |     |     |     | —   | 2–0 | 2–1 | 0–1 |     | 0–0 | 1–4 | 1–2 |     |
| Caldense     |     | 0–0 | 2–1 |     | —   |     |     | 0–0 |     | 1–1 | 1–2 |     |
| Coimbra      |     | 1–0 |     |     | 0–2 | —   | 0–2 | 0–1 |     | 0–0 | 2–2 |     |
| Cruzeiro     |     | 1–0 | 1–0 |     | 0–1 |     | —   | 4–0 |     | 0–0 |     |     |
| Patrocinense |     | 0–2 | 1–3 | 1–0 |     |     |     | —   | 1–1 |     |     | 0–1 |
| Pouso Alegre | 1–2 |     |     |     | 3–1 | 0–0 | 1–0 |     | —   |     |     | 3–0 |
| Tombense     | 2–1 | 2–1 | 1–2 |     |     |     |     | 2–2 | 2–0 | —   |     | 1–0 |
| Uberlândia   | 1–2 | 2–3 |     |     |     |     | 1–1 | 1–0 | 1–3 | 1–1 | —   |     |
| URT          | 0–5 |     |     | 1–1 | 3–1 | 1–0 | 0–2 |     |     |     | 1–0 | —   |

| Vitória do mandante Vitória do visitante Empate | Em vermelho os jogos da próxima rodada; Em negrito os jogos "clássicos". |

## Desempenho

### Rodadas na liderança
Clubes que lideraram o campeonato ao final de cada rodada:
| 1   | 2 | 3 | 4 | 5 | 6 | 7 | 8 | 9 | 10 | 11 |
| CAM |   |   |   |   |   |   |   |   |    |    |

### Rodadas na lanterna
Clubes que ficaram na última posição do campeonato ao final de cada rodada:
| 1   | 2   | 3   | 4   | 5   | 6   | 7   | 8   | 9   | 10  | 11  |
| URT | COI | UEC | UEC | COI | UEC | BOA | BOA | COI | COI | COI |

## Troféu Inconfidência
Em itálico, as equipes que tiveram mando de campo, por ter melhor campanha na fase de grupos.
|  | Semifinais         | Semifinais         |       |  | Final | Final |  |
|  |                    |                    |       |  |       |       |  |
|  |                    |                    |       |  |       |       |  |
|  | URT (pen)          | 1 (3)              |       |  |       |       |  |
|  | Athletic           | 1 (2)              |       |  |       |       |  |
|  |                    |                    |       |  |       |       |  |
|  |                    |                    |       |  |       |       |  |
|  |                    |                    |       |  | URT   | 0 (2) |  |
|  |                    | Pouso Alegre (pen) | 0 (4) |  |       |       |  |
|  |                    |                    |       |  |       |       |  |
|  |                    |                    |       |  |       |       |  |
|  |                    |                    |       |  |       |       |  |
|  |                    |                    |       |  |       |       |  |
|  | Pouso Alegre (pen) | 0 (6)              |       |  |       |       |  |
|  | Caldense           | 0 (5)              |       |  |       |       |  |

## Fase final
Em itálico, as equipes que jogarão pelo empate no resultado agregado, por ter melhor campanha na fase de grupos. Em negrito as equipes que avançaram de fase.
|  | Semifinais       | Semifinais      | Semifinais | Semifinais |   |                  | Final | Final | Final | Final |
|  |                  |                 |            |            |   |                  |       |       |       |       |
|  | Atlético Mineiro | 3               | 1          | 4          |   |                  |       |       |       |       |
|  | Tombense         | 0               | 1          | 1          |   |                  |       |       |       |       |
|  | Tombense         | 0               | 1          | 1          |   | Atlético Mineiro | 0     | 0     | 0     |       |
|  |                  |                 |            |            |   | Atlético Mineiro | 0     | 0     | 0     |       |
|  |                  | América Mineiro | 0          | 0          | 0 |                  |       |       |       |       |
|  | América Mineiro  | América Mineiro | 0          | 0          | 0 | 2                | 3     | 5     |       |       |
|  | América Mineiro  |                 |            |            |   | 2                | 3     | 5     |       |       |
|  | Cruzeiro         | 1               | 1          | 2          |   |                  |       |       |       |       |

### Finais
Ida
| 16 de maio      | América Mineiro | 0 – 0  | Atlético Mineiro | Estádio Independência, Belo Horizonte                                |
| 16:00 Histórico |                 | Súmula |                  | Público: Portões fechados Árbitro: MG Wanderson Alves de Sousa (CBF) |

| América-MG | Atlético-MG |

| G          | 1  | Matheus Cavichioli |  |     |
| LD         | 2  | Diego Ferreira     |  |     |
| Z          | 3  | Eduardo Bauermann  |  |     |
| Z          | 4  | Anderson           |  |     |
| LE         | 6  | Marlon             |  |     |
| V          | 5  | Zé Ricardo         |  | 88' |
| V          | 8  | Juninho            |  | 77' |
| M          | 11 | Alê                |  |     |
| A          | 10 | Bruno Nazário      |  | 65' |
| A          | 7  | Felipe Azevedo     |  | 65' |
| A          | 9  | Rodolfo            |  | 88' |
| Reservas:  |    |                    |  |     |
| V          | 23 | Ramon              |  | 88' |
| A          | 18 | Ademir             |  | 65' |
| A          | 19 | Ribamar            |  | 65' |
| A          | 21 | Leandro Carvalho   |  | 77' |
| A          | 24 | Lohan              |  | 88' |
| Treinador: |    |                    |  |     |
| Lisca      |    |                    |  |     |

| G          | 22 | Éverson         | 90+5' |     |
| LD         | 2  | Guga            | 90+4' |     |
| Z          | 16 | Igor Rabello    |       |     |
| Z          | 3  | Junior Alonso   | 67'   |     |
| LE         | 6  | Dodô            |       | 55' |
| V          | 4  | Réver           |       | 46' |
| V          | 37 | Tchê Tchê       |       |     |
| M          | 26 | Nacho Fernández |       | 76' |
| A          | 70 | Savarino        |       | 68' |
| A          | 13 | Guilherme Arana | 90+2' |     |
| A          | 7  | Hulk            |       | 76' |
| Reservas:  |    |                 |       |     |
| V          | 29 | Allan           | 73'   | 46' |
| V          | 21 | Alan Franco     |       | 76' |
| M          | 20 | Hyoran          |       | 76' |
| A          | 9  | Diego Tardelli  | 90+9' | 68' |
| A          | 18 | Eduardo Sasha   |       | 55' |
| Treinador: |    |                 |       |     |
| Cuca       |    |                 |       |     |

Volta
| 22 de maio      | Atlético Mineiro | 0 – 0  | América Mineiro | Estádio Mineirão, Belo Horizonte                                     |
| 16:30 Histórico |                  | Súmula |                 | Público: Portões fechados Árbitro: MG Felipe Fernandes de Lima (CBF) |

| Atlético-MG | América-MG |

| G          | 22 | Éverson         |       |     |
| LD         | 2  | Guga            | 90+8' |     |
| Z          | 16 | Igor Rabello    |       |     |
| Z          | 3  | Junior Alonso   |       |     |
| LE         | 13 | Guilherme Arana | 54'   |     |
| V          | 8  | Jair            |       | 56' |
| V          | 37 | Tchê Tchê       | 24'   |     |
| M          | 26 | Nacho Fernández |       | 90' |
| A          | 70 | Savarino        |       | 72' |
| A          | 13 | Keno            |       | 56' |
| A          | 7  | Hulk            | 27'   | 90' |
| Reservas:  |    |                 |       |     |
| G          | 31 | Matheus Mendes  | 58'   |     |
| M          | 15 | Matías Zaracho  |       | 56' |
| M          | 20 | Hyoran          |       | 90' |
| A          | 10 | Eduardo Vargas  |       | 72' |
| A          | 18 | Eduardo Sasha   |       | 90' |
| A          | 38 | Marrony         |       | 56' |
| Treinador: |    |                 |       |     |
| Cuca       |    |                 |       |     |

| G          | 1  | Matheus Cavichioli |       |     |
| LD         | 2  | Diego Ferreira     |       |     |
| Z          | 3  | Eduardo Bauermann  |       |     |
| Z          | 4  | Anderson           | 90+6' |     |
| LE         | 6  | Marlon             |       | 81' |
| V          | 5  | Zé Ricardo         |       |     |
| V          | 8  | Juninho            |       | 81' |
| M          | 11 | Alê                |       |     |
| A          | 10 | Ademir             |       | 72' |
| A          | 7  | Felipe Azevedo     |       | 61' |
| A          | 9  | Rodolfo            |       | 72' |
| Reservas:  |    |                    |       |     |
| Z          | 17 | Sabino             | 90+6' |     |
| V          | 23 | Ramon              |       | 81' |
| A          | 20 | Geovane            |       | 81' |
| A          | 18 | Bruno Nazário      |       | 72' |
| A          | 19 | Ribamar            |       | 72' |
| A          | 21 | Leandro Carvalho   | 69'   | 61' |
| Treinador: |    |                    |       |     |
| Lisca      |    |                    |       |     |

## Premiação
| Campeonato Mineiro de 2021               |
| Brasil                                   |
| ---------------------------------------- |
| Atlético Mineiro Bicampeão (46.º título) |

| Troféu do Interior 2021         |
| Brasil                          |
| ------------------------------- |
| Tombense Bicampeão (3.º título) |

| Taça Inconfidência 2021           |
| Brasil                            |
| --------------------------------- |
| Pouso Alegre Campeão (1.º título) |

### Seleção do campeonato
A promoção da FMF e da Rede Globo, detentora dos direitos de transmissão do Campeonato Mineiro, reuniu mais de 2,7 milhões de votos para eleger o craque do campeonato. O goleiro Fábio, do Cruzeiro, ficou com 50,24% dos votos, contra 49,37% de Hulk, do Atlético. Os outros candidatos eram Keké, do Tombense (0,21%), e Rodolfo, do América (0,18%).
Ainda foram escolhidos os melhores em cada posição, por jornalistas, para a seleção do campeonato:
| Posição          | Jogador         | Equipe      |
| ---------------- | --------------- | ----------- |
| Goleiro          | Fábio           | Cruzeiro    |
| Lateral direito  | Raúl Cáceres    | Cruzeiro    |
| Zagueiro         | Anderson        | América-MG  |
| Zagueiro         | Igor Rabello    | Atlético    |
| Lateral esquerdo | Guilherme Arana | Atlético-MG |
| Meio-campista    | Juninho         | América-MG  |
| Meio-campista    | Alê             | América-MG  |
| Meio-campista    | Nacho Fernández | Atlético-MG |
| Atacante         | Keké            | Tombense    |
| Atacante         | Rodolfo         | América-MG  |
| Atacante         | Hulk            | Atlético-MG |
| Técnico          | Cuca            | Atlético-MG |

## Artilharia
| Gols | Jogador       | Equipe          |
| ---- | ------------- | --------------- |
| 7    | Rodolfo       | América Mineiro |
| 6    | Keké          | Tombense        |
| 5    | Daniel Amorim | Tombense        |
| 4    | Jefferson     | Boa Esporte     |

## Técnicos
| Equipe           | Técnico                                                                      |
| ---------------- | ---------------------------------------------------------------------------- |
| América Mineiro  | Lisca (1ª—)                                                                  |
| Athletic         | Cícero Júnior (1ª—8ª) Gustavo Brancão (9ª—)                                  |
| Atlético Mineiro | Lucas Gonçalves (interino) (1ª—4ª) Cuca (5ª—)                                |
| Boa Esporte      | Ariel Mamede (1ª—5ª) Luiz Gabardo Júnior (6ª—)                               |
| Caldense         | Marcus Paulo Grippi (1ª—)                                                    |
| Coimbra          | Diogo Giacomini (1ª—4ª) Eugênio Souza (5ª—)                                  |
| Cruzeiro         | Felipe Conceição (1ª—)                                                       |
| Patrocinense     | Thiago Oliveira (1ª—4ª) Rogério Henrique (5ª—)                               |
| Pouso Alegre     | Emerson Ávila (1ª—)                                                          |
| Tombense         | Bruno Pivetti (1ª—)                                                          |
| Uberlândia       | Tuca Guimarães (1ª—3ª) Chiquinho Lima (Interino) (4ª—5ª) Waguinho Dias (6ª—) |
| URT              | Welington Fajardo (1ª—)                                                      |

## Classificação Geral
| Pos | Equipes          | Pts | J  | V  | E | D | GP | GC | SG  | %  | Classificação ou rebaixamento                                           |
| --- | ---------------- | --- | -- | -- | - | - | -- | -- | --- | -- | ----------------------------------------------------------------------- |
| 1º  | Atlético Mineiro | 33  | 15 | 10 | 3 | 2 | 27 | 8  | +19 | 76 | Campeão e classificado para a Copa do Brasil 2022                       |
| 2º  | América Mineiro  | 30  | 15 | 9  | 3 | 3 | 22 | 11 | +11 | 69 | Finalista e classificado para a Copa do Brasil 2022                     |
| 3º  | Tombense         | 21  | 13 | 5  | 6 | 2 | 17 | 13 | +4  | 54 | Semifinalistas e classificados para a Copa do Brasil 2022               |
| 4º  | Cruzeiro         | 20  | 13 | 6  | 2 | 5 | 14 | 9  | +5  | 51 | Semifinalistas e classificados para a Copa do Brasil 2022               |
| 5º  | Pouso Alegre     | 17  | 13 | 4  | 5 | 4 | 13 | 10 | +3  | 44 | Classificados para o Campeonato Brasileiro de Futebol de 2022 - Série D |
| 6º  | URT              | 18  | 13 | 5  | 3 | 5 | 9  | 17 | –8  | 46 | Classificados para o Campeonato Brasileiro de Futebol de 2022 - Série D |
| 7º  | Caldense         | 16  | 12 | 4  | 4 | 4 | 10 | 12 | –2  | 44 | Classificados para o Campeonato Brasileiro de Futebol de 2022 - Série D |
| 8º  | Athletic         | 14  | 12 | 4  | 2 | 6 | 10 | 11 | –1  | 39 |                                                                         |
| 9   | Uberlândia       | 12  | 11 | 3  | 3 | 5 | 13 | 19 | –6  | 36 |                                                                         |
| 10  | Patrocinense     | 10  | 11 | 2  | 4 | 5 | 7  | 15 | –8  | 30 |                                                                         |
| 11  | Boa Esporte      | 8   | 11 | 2  | 2 | 7 | 8  | 14 | –6  | 24 | Rebaixados para o Módulo II de 2022                                     |
| 12  | Coimbra          | 6   | 11 | 1  | 3 | 7 | 4  | 15 | –11 | 18 | Rebaixados para o Módulo II de 2022                                     |

## Ver Também
- Campeonato Mineiro de Futebol de 2021 - Módulo II
- Campeonato Mineiro de Futebol de 2021 - Segunda Divisão